# Pandanus heterostigma
Pandanus heterostigma är en enhjärtbladig växtart som först beskrevs av Ugolino Martelli, och fick sitt nu gällande namn av Ugolino Martelli. Pandanus heterostigma ingår i släktet Pandanus och familjen Pandanaceae.
Artens utbredningsområde är Sumatera. Inga underarter finns listade.